# Кожибе (Поморське воєводство)
Кожибе (пол. Korzybie, нім. Zollbrück) — село в Польщі, у гміні Кемпиці Слупського повіту Поморського воєводства.
Населення — 979 осіб (2011).
У 1975-1998 роках село належало до Слупського воєводства.

## Демографія
Демографічна структура станом на 31 березня 2011 року:
|          | Загалом | Допрацездатний вік | Працездатний вік | Постпрацездатний вік |
| -------- | ------- | ------------------ | ---------------- | -------------------- |
| Чоловіки | 488     | 112                | 329              | 47                   |
| Жінки    | 491     | 103                | 289              | 99                   |
| Разом    | 979     | 215                | 618              | 146                  |